# Perfetti Van Melle
Pour les articles homonymes, voir Van Melle.
Perfetti Van Melle est une société italo-néerlandaise de production de confiseries et de chewing-gums fondée en 2001, dont le siège se trouve à Lainate, en Italie, et à Bréda, aux Pays-Bas.
En 2022, l'entreprise emploie 14 000 personnes dans 118 filiales et distribue ses produits dans 130 pays. Parmi ses plus célèbres produits, il est possible de citer Mentos ou Chupa Chups.

## Histoire
Perfetti Van Melle a été fondée en 2001 par fusion de l'entreprise italienne Perfetti SpA (fondée en 1963 par Augusto Perfetti à Lainate, en Lombardie) et de l'entreprise néerlandaise Van Melle (fondée en 1840 par Izaak Van Melle à Bréda, et produisant notamment les pastilles Frisk).

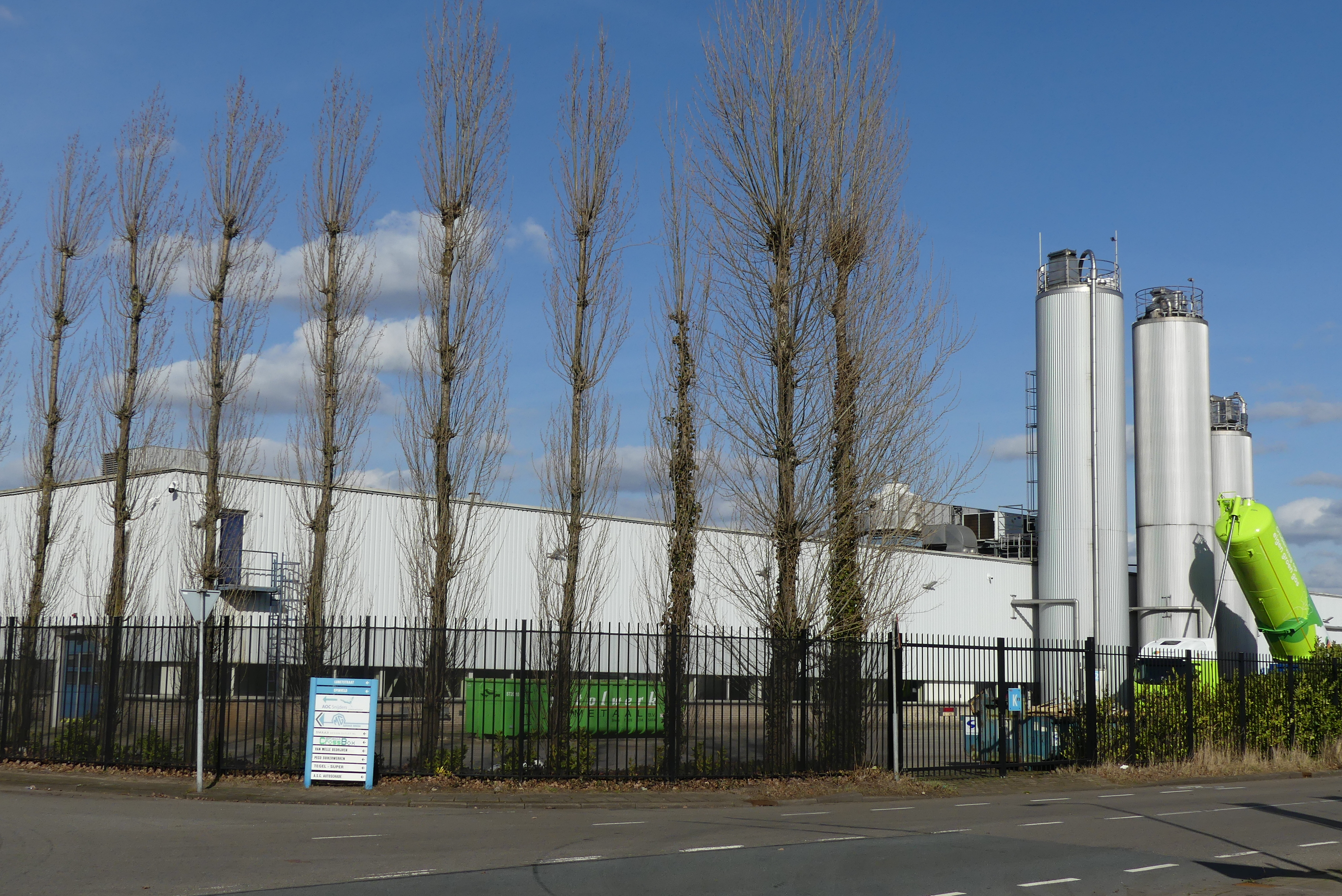
Usine Perfetti Van Melle de Bréda.

En décembre 2022, Mondelez International cède ses activités chewing-gum aux États-Unis, au Canada et en Europe au groupe Perfetti Van Melle pour 1,4 milliard de dollars soit 1,3 milliard d'euros. Le groupe italo-néerlandais reprend ainsi les marques  Trident (en), Stimorol et Hollywood, ainsi que les Cachou Lajaunie et les bonbons La Vosgienne. L’accord comprend aussi la reprise des sites de production de Rockford, aux États-Unis et de Skarbimierz, en Pologne.